# Liste der Studentenverbindungen in Bremen
Die Liste der Studentenverbindungen in Bremen verzeichnet die aktiven, suspendierten und erloschenen Studentenverbindungen in Bremen, welche unterschiedlichen Korporationsverbänden angehören. Sie sind an der Universität Bremen und/oder der Hochschule Bremen akkreditiert.

## Aktive Verbindungen
|  |
|  |
|  |
|  |
|  |

|  |
|  |
|  |
|  |
|  |

|  |
|  |
|  |
|  |
|  |

|  |
|  |
|  |
|  |
|  |

f.f. = farbenführend, sonst farbentragend

## Suspendierte und erloschene Verbindungen
|  |
|  |
|  |
|  |
|  |

|  |
|  |
|  |
|  |
|  |

|  |
|  |
|  |
|  |
|  |

|  |
|  |
|  |
|  |
|  |

|  |
|  |
|  |
|  |
|  |

|  |
|  |
|  |
|  |
|  |

|  |
|  |
|  |
|  |
|  |